# Jörg Danielczyk
Jörg Danielczyk (* 28. Juni 1952 in Altzschillen, Deutsche Demokratische Republik) ist ein deutscher Formgestalter von Porzellanskulpturen. Er war von 1994 bis 2018 Chefplastiker der Staatlichen Porzellan-Manufaktur Meissen.

## Leben
Danielczyk erlernte von 1969 bis 1973 in der Staatlichen Porzellan-Manufaktur Meissen den Beruf des Modelleurs. 1978 nahm ihn die Manufaktur in ihre Künstlergruppe auf. Nachdem er von 1978 bis 1983 ein Teilstudium an der Hochschule für Bildende Künste Dresden und von 1986 bis 1989 ein Direktstudium an der Burg Giebichenstein Kunsthochschule Halle absolviert hatte, erlangte er den Abschluss des Diplom-Designers.
Der Schüler von Peter Strang wurde 1994 zum Künstlerischen Leiter der Abteilung Gestaltung/Weißfertigung berufen. Von 2011 bis zu seinem Ruhestand 2018 bekleidete er die Position des Chefplastikers.
Danielczyks Formgestaltungen erstrecken sich über das abstrakt Auflösende bis hin zum naturalistisch Ablesbaren. Der Plastiker arbeitet in erster Linie auf figürlichem Gebiet, zudem gestaltet er Gefäße, Medaillen, Trophäen und Wandbilder. Der Karneval in Venedig sowie Modeszenen, mit denen er 1998 durch eine Zusammenarbeit mit dem Modekonzern Chanel und Karl Lagerfeld Bekanntschaft machte, überwiegen seine Themenstellung.

## Werke (Auswahl)
- Benediktinisches Zeichen am Torhaus-Bogen des Klosters Wechselburg, Design mit Volker Beier und  Falk Ueberschär, 2016.[6][7]
- Notenschlüssel, Design des Kunst- und Kulturpreises der Stadt Meißen für Gerhard Schöne, 2016.[8]
- Porzellanplastik Kunst- und Kulturpreis der Stadt Meißen für Ulrich Jungermann, 2014.[9]
- Hoffnung fassen, Umsetzung des Designs der Hope Awards von Ulrich Eißner, 2016[10][11]
- Pegasos, Design der Trophäe des Deutschen Sportpresseballs.[12]
- Saxonia, die „Sächsische Freiheitsstatue“; eine lebensgroße Porzellanfigur, glänzend weiß, 1,80 Meter hoch, trägt ein mit 8000 handgeformten Porzellanblüten besetztes Kleid. Enthüllung 2014 im Beisein von Kurt Biedenkopf.[13][14]
- Sächsischer Staatspreis für Design, Design der Preisstatue 2012.[15][16]
- Das Model[17]
- Das Kleid, 1999. Karl Lagerfeld gab 1998 bei der Manufaktur eine Reihe von Porzellanpailletten für seine Kollektion in Auftrag und gab so Danielczyk den Anstoß zu dieser Figur.[18]
- Weißkopfseeadler, einen Meter hoch und 40 Kilogramm schwer, seit 2008 im Foyer der Botschaft der Vereinigten Staaten in Berlin, Auftragswerk des damaligen Botschafters William Timken.[19]
- Halla, Hans Günter Winklers „Wunderstute“[20]
- Hotel Merkur Leipzig, Porzellanmedaille, 1987.[21][22]

## Ausstellungen (Auswahl)
- Global Home – yes Paradise no, Abu Dhabi 2016, kuratiert von Sara Tröster Klemm, Gruppenausstellung mit Benjamin Dittrich, Jörg Danielczyk, Stefan Guggisberg, Mandy Kunze, Khaled Al-Saai und Isabelle Krieg. Schirmherrschaft Stanislaw Tillich und Scheich Nahyan bin Mubarak Al Nahyan, Kulturminister der Vereinigten Arabischen Emirate.[23]
- 39. Ausstellung im „Kastenmeiers“, Kurländer Palais, Dresden 2016, mit sieben Künstlern aus Deutschland, Syrien und Marokko. Danielczyk zeigte Fibonacci – Das perfekte Rechteck.[24]